# Rhinolophus kahuzi
Rhinolophus kahuzi är en fladdermus i familjen hästskonäsor som förekommer i östra Kongo-Kinshasa. Den är nära släkt med Rhinolophus maclaudi. Artepitetet i det vetenskapliga namnet syftar på berget Mount Kahuzi.
En hona hade en kroppslängd (huvud och bål) av 57 mm, en svanslängd av 24 mm och en vikt av 13 g. Underarmarna var 54 mm långa och öronen var 34 mm stora.
Utbredningsområdet ligger i Kahuzi-Biega nationalpark. Arten lever i låglandet och i bergstrakter upp till 2600 meter över havet. Den vistas i skogar som domineras av träd från släktena Afrocarpus och Nuxia. Individerna vilar antagligen i grottor.
Rhinolophus kahuzi jagas för köttets skull och beståndet hotas av landskapsförändringar. Det kända utbredningsområdet är 120 km² stort. IUCN listar arten som starkt hotad (EN).